# 豊川市立桜町小学校
豊川市立桜町小学校（とよかわしりつ さくらまちしょうがっこう）は、愛知県豊川市桜町二丁目にある公立小学校。

## 概要
豊川市の南部に位置し、国道1号線にほぼ面している。卒業後は、私学進学者を除き豊川市立代田中学校に進学する。
以下は、2011年（平成23年）度（同年5月1日現在）のデータである。
- 学級数 : 14学級（普通学級12、特別支援学級2）
- 児童数 : 347人
- 職員数 : 24人

## 沿革
- 1943年（昭和18年）- 国府国民学校桜町分教場から独立
- 1947年（昭和22年）- 学制改革で豊川市立桜町小学校となる。
- 1973年（昭和48年）- 中学校区が西部中学から代田中学に変更となる。

## 教育目標
ぐんぐん伸びよ桜っ子

## 学校行事
- 4月
  - 入学式・始業式
  - 家庭訪問
- 8月
  - 野外活動（5年）
- 10月
  - 修学旅行
- 11月
  - 学芸会
- 3月
  - 卒業証書授与式・修了式

## 周辺
- 国道1号
- 豊川桜町郵便局
- 寄付（よりつき）公園

## 交通
- 名鉄名古屋本線 小田渕駅より徒歩15分。